# Silvano Bresadola
Silvano Bresadola (Rovereto, 15 giugno 1906 – 2002) è stato un calciatore italiano, di ruolo centrocampista.

## Carriera
Dopo esperienze con il Rovereto e il Trento sul finire degli anni venti, passa all'ASPE poi diventata Esperia. Nel 1931 arriva l'esordio in Serie A con la maglia dell'Ambrosiana-Inter nell'incontro contro la Lazio del 10 gennaio 1932 terminato 2-0. A fine stagione saranno 7 le presenze di Bresadola coi colori nerazzurri.
Conclude la carriera con il passaggio al Pavia e successivamente il ritorno al Rovereto.

## Palmarès

### Club

#### Competizioni nazionali
- Prima Divisione: 1

Pavia: 1932-1933

#### Competizioni regionali
- Campionato italiano di terza divisione: 1

Rovereto: 1926-1927